# NGC 3432
NGC 3432 is een balkspiraalstelsel in het sterrenbeeld Kleine Leeuw. Het hemelobject werd op 19 maart 1787 ontdekt door de Duits-Britse astronoom William Herschel.

## Synoniemen
- UGC 5986
- MCG 6-24-28
- ZWG 184.30
- Arp 206
- VV 11
- KUG 1049+368
- PGC 32643